# Викенд у Хрватској
Викенд у Хрватској (енгл. The Weekend Away) амерички је филмски трилер из 2022. Режију потписује Ким Фарант, по сценарију Саре Алдерсон. Темељи се на истоименом роману Андерсонове. Радња прати жену по имену Бет (Лејтон Мистер), која за викенд путује у Хрватску са својом најбољом пријатељицом Кејт. Међутим, Кејт изненада нестаје и Бет је покушава да схвати шта јој се догодило.

## Радња
Након што јој најбоља пријатељица нестане током излета у Хрватској, Бет покушава да открије шта се догодило, али сваки траг открива нове, узнемирујуће обмане.

## Улоге
| Глумац         | Улога      |
| -------------- | ---------- |
| Лејтон Мистер  | Бет        |
| Кристина Вулф  | Кејт       |
| Зијад Бакри    | Зејн       |
| Лук Норис      | Роб        |
| Амар Буквић    | Павић      |
| Ива Михалић    | Ковач      |
| Адриан Пездирц | Себастијан |
| Марко Браић    | Лука       |
| Лујо Кунчевић  | Матео      |
| Парт Такерар   | Џеј        |